# Holiday in Cambodia
Holiday in Cambodia ist ein Politpunk-Song der amerikanischen Band Dead Kennedys. Der Song erschien im Mai 1980 mit der B-Seite Police Truck.

## Beschreibung
Der Text des Lieds, der von Jello Biafra und John Greenway geschrieben wurde, karikiert Studenten an amerikanischen Hochschulen. Diesen wird im Text empfohlen, einen Urlaub in Kambodscha zu verbringen, um sich mit der Wirklichkeit zu konfrontieren.
Musikalisch fällt das Lied vor allem durch die harte Basslinie des Bassisten Klaus Flouride auf, die vor allem am Anfang des Stückes zu hören ist. Das Gitarrenspiel des Gitarristen East Bay Ray ist vor allem von G-, D- und C-Akkorden und durch eine, im Punkrock übliche, rohe Spielart dominiert.
Die Dead Kennedys veröffentlichten die Single im Mai 1980, spielten für ihr Debütalbum Fresh Fruit for Rotting Vegetables aber eine neue Version ein. Das Cover der Single zeigt ein Foto, das während des Massaker an der Thammasat-Universität aufgenommen wurde. Die Single-Version sowie das Stück Police Truck sind auf dem Best-of-Album Give Me Convenience or Give Me Death enthalten.

## Coverversionen
Die US-amerikanische Metal-Band Lääz Rockit coverte Holiday in Cambodia auf ihrem 1989 erschienenen Album Annihilation Principle.